# Ktenostreptus anulipes
Ktenostreptus anulipes är en mångfotingart som beskrevs av Carl Graf Attems 1909. Ktenostreptus anulipes ingår i släktet Ktenostreptus och familjen Harpagophoridae. Inga underarter finns listade i Catalogue of Life.